# Правовой статус и преследование Фалуньгун

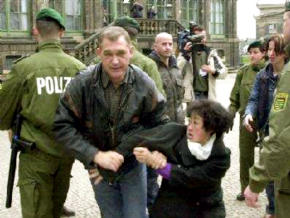
Задержание членов Фалуньгун полицейскими в штатском в Германии

Возникшее в 1992 году и быстро распространившееся в Китае и за его пределами новое религиозное движение Фалуньгун легально действовало и действует во многих странах мира, но в материковом Китае с 1999 года любая деятельность и поддержка этого движения, а также занятия предлагаемыми Фалуньгун практиками самосовершенствования полностью запрещены и уголовно наказуемы. По некоторым данным на 2019 год, такой же запрет действует и в КНДР. В России с 2011 по 2021 год решениями различных судов и других органов власти вводились ныне действующие запреты на распространение некоторых информационных материалов движения Фалуньгун, признанных экстремистскими, деятельность нескольких поддерживающих это движение организаций из других стран, признанных нежелательными, и одной российской организации Фалуньгун, признанной экстремистской.
Власти КНР в 1999 году начали жестоко преследовать сторонников Фалуньгун, добиваясь полного прекращения этой практики. По данным Amnesty International, это преследование включало в себя многогранную пропагандистскую кампанию, программу насильственного идеологического преобразования и переобучения, а также ряд нелегальных принудительных мер, таких, как произвольные аресты, принудительный труд и физические пытки, иногда приводящие к гибели людей.
По данным Комиссии Конгресса и органов исполнительной власти США по Китаю для борьбы с Фалуньгун был создан внеконституционный орган, названный Офисом 610. По данным журналиста Яна Джонсона власти мобилизовали против этой группы аппарат государственных СМИ, судебную систему, полицию, армию, систему образования, родных и сослуживцев. Была начата широкомасштабная кампания пропаганды через телевидение, газеты, радио и интернет.
Amnesty International сообщала о многочисленных пытках. Согласно отчёту Килгура — Мэйтаса, имели место незаконное лишение свободы, принудительный труд, извлечение органов. По данным Spiegel, в отношении членов Фалуньгун применялись психиатрические препараты с целью заставить их выйти из организации.
По данным Исполнительной комиссии Конгресса США по Китаю и докладу Государственного департамента США сотни тысяч, возможно, миллионы практикующих Фалуньгун содержатся в 
исправительно-трудовых лагерях, тюрьмах и других местах лишения свободы за отказ оставить духовную практику. По данным Human Rights Watch и Лешаи Лемиша члены Фалуньгун получали «самые длительные сроки заключения и подвергались самому плохому обращению» в трудовых лагерях, а в некоторых учреждениях они составляли большинство задержанных. По данным журналиста газеты New York Times Эндрю Джейкобса по состоянию на 2009 год в ходе кампании преследования, по крайней мере, 2 тысячи практикующих Фалуньгун были подвергнуты пыткам, приведшим к смерти . Некоторые[кто?] международные наблюдатели и судебные органы называют кампанию против Фалуньгун геноцидом. В 2009 году суды в Испании и Аргентине приняли к рассмотрению иски членов Фалуньгун к высокопоставленным китайским чиновникам с обвинениями в геноциде и преступлениях против человечности за их роль в организации подавления Фалуньгун.
В 2006 году появились утверждения о том, что большое количество практикующих Фалуньгун были убиты ради органов для трансплантационной индустрии Китая. Предварительное расследование показало, что «источники 41500 донорских органов за шестилетний период с 2000 по 2005 годы неизвестны и „пришло к выводу, что широкомасштабное извлечение органов у практикующих Фалуньгун продолжается и по сей день“». По оценкам Итана Гутмана 65 тысяч практикующих Фалуньгун были убиты ради их органов в период с 2000 по 2008 годы. В 2008 году специальные докладчики Организации Объединённых Наций повторно потребовали, чтобы «китайское правительство объяснило заявления об изъятии жизненно важных органов у практикующих Фалуньгун, а также сообщило об источниках органов, используемых в трансплантационной индустрии, быстрый рост которой продолжается в Китае с 2000 года».

## Предыстория

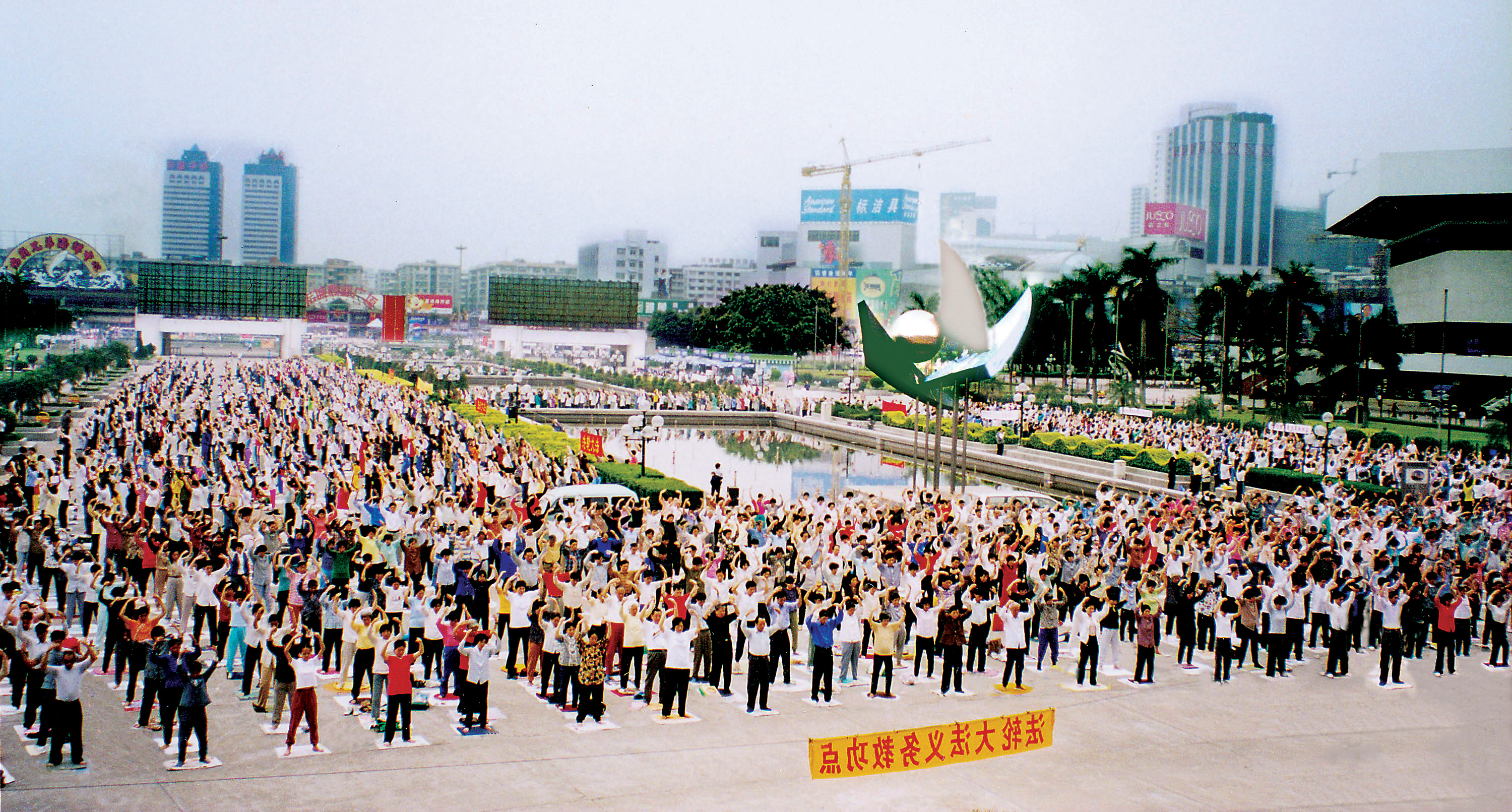
Практикующие Фалуньгун на площади в Гуанчжоу в середине 90-х годов XX века

Фалуньгун, также известный, как Фалунь Дафа, является одной из форм духовной практики цигун, которая включает в себя медитацию, энергетические упражнения, а также учение о нравственности, основанную на буддийской традиции. Практика была впервые публично представлена Ли Хунчжи на северо-востоке Китая весной 1992 года в конце завершения «бума цигун» в стране[страница не указана 2442 дня].
Фалуньгун пользовался значительной официальной поддержкой в первые годы его распространения. Этому содействовали Государственная Ассоциация Цигун и другие государственные учреждения. Однако, к середине 1990-х годов китайские власти пытались ослабить роль практик цигун в обществе и ввели в действие более жёсткие требования к различным направлениям цигун. В 1995 году власти приняли решение, что все группы цигун должны создавать филиалы Коммунистической партии. Кроме того, правительство стремилось создать управление Фалуньгун и осуществлять ведущий контроль над практикой. Принципы Фалуньгун в своей основе не соответствуют подобному управлению, и потому основоположник практики вывел её из государственной Ассоциации Цигун[страница не указана 2442 дня].
Вслед за разрывом связей с государством группа попала под возрастающий поток критики и давления, осуществляемые аппаратом безопасности и отделом пропаганды страны. Книги Фалуньгун были запрещены для последующих публикаций в июле 1996 года, а в официальных новостных выпусках стали критиковать группу как форму «феодального суеверия», чья «теистическая» ориентация идёт вразрез с официальной идеологией и национальной повесткой дня.
Напряжённость продолжала возрастать к концу 1990-х годов. К 1999 году, согласно оценкам, примерно 70 миллионов человек практиковали Фалуньгун в Китае. Хотя некоторые правительственные учреждения и высшие должностные лица продолжали выражать поддержку практике, другие стали всё более настороженно относиться к численности и мощности независимой организации[страница не указана 2442 дня].
22 апреля 1999 года несколько десятков практикующих Фалуньгун были избиты и арестованы в городе Тяньцзине во время проведения мирного сидячего протеста. Практикующим сообщили, что приказ на арест пришёл из Министерства общественной безопасности, и что арестованные могут быть освобождены только с разрешения властей в Пекине.
25 апреля свыше 10 тысяч практикующих Фалуньгун собрались на мирную демонстрацию около правительственного комплекса Чжуннаньхай в Пекине, чтобы потребовать освобождения практикующих в Тяньцзине и прекращения эскалации преследования. Это была попытка практикующих Фалуньгун восстановить справедливость, идя на встречу к руководству, и «тихо и вежливо дать понять, чтобы к ним не относились так нечестно». По данным Итана Гутмана это была первая массовая демонстрация в Чжуннаньхае в истории КНР и самый большой протест в Пекине с 1989 года. Несколько представителей Фалуньгун встретились с бывшим на тот момент премьером Чжу Жунцзи, который заверил их, что правительство не против Фалуньгун и пообещал, что практикующие Тяньцзиня будут освобождены. Толпа мирно разошлась, полагая, что их демонстрация была успешной.
Глава безопасности и член политбюро Ло Гань был непримирим и призвал Цзян Цзэминя, генерального секретаря Коммунистической партии Китая, найти окончательное решение проблемы Фалуньгун[страница не указана 2442 дня].

## Общенациональное преследование

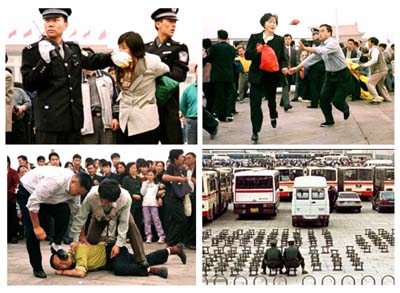
Задержание практикующих Фалуньгун на площади Тяньаньмэнь

В ночь на 25 апреля 1999 года Председатель КНР и Генеральный секретарь КПК Цзян Цзэминь обнародовал письмо с указанием о своём намерении одержать победу над Фалуньгун. В письме выражалась обеспокоенность по поводу популярности Фалуньгун, особенно среди членов коммунистической партии. Он назвал протест в Чжуннаньхае «наиболее серьёзным политическим инцидентом со времён политического выступления 4 июня 1989 года».
По данным старшего аналитика Freedom House Сары Кук и соавтора Итана Гутмана Лишая Лемиша на заседании Политбюро 7 июня 1999 года Цзян Цзэминь представил Фалуньгун как серьёзную угрозу коммунистической партии, «нечто невиданное в стране за её 50-летнее существование», и распорядился о создании комитета высокого уровня, чтобы «полностью подготовиться к уничтожению [Фалуньгун]». Слухи о приближающихся суровых мерах в отношении Фалуньгун стали распространяться по всему Китаю, что вызвало демонстрации и апелляции. Правительство публично опровергло сообщения, называя их «абсолютно беспочвенными» и гарантируя, что оно никогда не запрещало деятельность цигун.
Сразу после полуночи 20 июля 1999 года сотрудники общественной безопасности арестовали сотни практикующих Фалуньгун во многих городах Китая. Согласно оценкам[кто?], количество арестов варьирует от нескольких сотен до более 5600. Как сообщила одна из газет Гонконга, 50 тысяч человек были задержаны в первую неделю репрессий. Четыре координатора Фалуньгун в Пекине были арестованы, им было предъявлено обвинение в «разглашении государственной тайны». Бюро общественной безопасности призвало церкви, храмы, мечети, средства массовой информации, суды и милицию подавлять Фалуньгун. В 30 городах последовали трёхдневные массовые демонстрации последователей. В Пекине и других городах протестующих задерживали и привозили на стадионы. Статьи в государственных газетах призывали людей отказаться от практики Фалуньгун, а членам Коммунистической партии напоминали, что они атеисты и не должны позволять себе «становиться суеверными, продолжая практиковать Фалуньгун».
Ли Хунчжи ответил «Кратким заявлением» 22 июля:
Мы не выступаем против правительства, и также не будем делать этого в будущем. Другие люди могут относиться к нам плохо, но мы не относимся к другим плохо, и мы не относимся к людям  как к врагам.
Мы призываем все правительственные, международные организации, а также людей доброй воли во всём мире оказать поддержку и помощь в урегулировании нынешнего кризиса в Китае.
В июле 1999 года был принят закон, полностью запрещающий деятельность школы фалуньгун, а несколько активистов были приговорены к длительным срокам заключения.

### Подоплёка
World Journal выдвинул предположение, что высокопоставленные должностные лица партии хотели расправиться с практикой в течение многих лет, но им не хватало достаточного повода до протеста в Чжуннаньхай, который, как они утверждают, был частично подготовлен Ло Ганем, давним противником Фалуньгун. Также возможно, что в момент инцидента в Политбюро был раскол. Журналист CNN Вилли Во-Лап Лам высказал мнение, что кампания Цзяна против Фалуньгун, возможно, была использована для продвижения его популярности; Лам цитирует слова одного[кто?] из партийных ветеранов: «Развязав движение в стиле Мао [против Фалуньгун], Цзян вынуждает высшие кадры следовать его линии». Как считает Фалуньгун, Цзян несёт личную ответственность за принятие окончательного решения[уточнить][уточнить]. Журналист Джон Помфрет считает, что, «Цзян Цзэминь принял единоличное решение об уничтожении Фалуньгун», и «считал, что это легко будет сделать». Корреспондент The Christian Century Дин Пирман отметил среди прочих причин личную зависть Цзянь Цзэминя к Ли Хунчжи. Энтони Сэк увидел причину в недовольстве партийных лидеров массовой апелляцией и идеологической борьбой с Фалуньгун. Помфрет высказывает мнение, что члены Постоянного комитета Политбюро не поддержали применение суровых мер, и что «Цзян Цзэминь единолично решил, что Фалуньгун должен быть искоренён». По мнению Во-Лап Лам масштаб кампании Цзянь Цзэминя против Фалуньгун превзошёл многие предыдущие кампании преследования в Китае.
Human Rights Watch отмечает, что репрессии Фалуньгун похожи на усилия Коммунистической партии Китая по искоренению религии, которую правительство считает по сути своей подрывной . Некоторые[кто?] журналисты считают, что реакция Пекина показывает свою авторитарную природу и нетерпимость к конкурирующей с ним лояльности. Globe and Mail писала: «… любая группа, которая не находится под контролем партии, является угрозой»; протесты 1989 года, возможно, усилили у китайских лидеров ощущение потери власти и заставили их жить в состоянии «смертельного страха» перед народными возмущениями. Журналист The New York Times Крейг Смит предполагает, что правительству, которое не имеет понятия духовности, не хватает морального авторитета, чтобы бороться с явным духовным противником, и партия чувствует себя всё более и более подверженной угрозе со стороны любой системы верований, которая бросает вызов своей идеологией и может иметь свою организацию. Гимнастику Ли Хунчжи практиковали большое число членов Коммунистической партии и военных, что вызывало особое беспокойство Цзян Цзэминя. Джулия Чин полагает, что «Цзян считал угрозу Фалуньгун идеологической: духовная вера против воинствующего атеизма и исторического материализма. Он [хотел] очистить правительство и военных от этих верований».
Директор Центра стратегических исследований Китая РУДН китаевед А. А. Маслов отмечает, что «Секта потребовала зарегистрировать её в качестве официальной, но власти отказались, потому что сочли это попыткой дестабилизации ситуации в стране. На тот момент в Китае были десятки миллионов последователей Фалуньгун, которых привлекали принципы секты — не обращаться к врачам, лечиться с помощью дыхательных практик. […] К тому времени последователи Фалуньгун начали кончать жизнь самоубийством на религиозной почве, например, чтобы запустить „колесо дхармы“, вонзали себе нож в живот и прокручивали».
Религиовед и историк Дэвид Оунби отмечает, что власти Китая считают Фалуньгун «опасной еретической сектой» и ставят в один ряд с «Ветвью Давидовой», «Орденом солнечного храма» и «Аум синрикё».
Кандидат философских наук, доцент кафедры философии и социальных коммуникаций МАИ и кафедры социологии и психологии МЭСИ О. Э. Петруня отмечает, что: «Сегодня даосско-буддийскую карту в отношении набирающего силу Китая пытаются разыграть на Западе. Речь идет о секте Фалуньгун, основанной Ли Хунчжи. […] Секта была официально запрещена в Китае (запрет не действует в Гонконге и на Тайване) в июле 1999 г. после организации её приверженцами массовых протестов. Секта показала высокую сплочённость и организованность, на момент запрета ставшую фактически тайной организацией. Запрет секты и репрессии против её активных сторонников вызвали организованную антикитайскую компанию в США и Европе. В Вашингтоне была создана целая неправительственная организация — Коалиция по расследованию преследований в отношении Фалуньгун (CIPFG) с отделением в Оттаве (Канада)».
Кандидат философских наук В. Ю. Бирюков отмечает, что новые религиозные движения становятся известными благодаря тому, что получили поддержку со стороны США. Он отмечает, что после того как количество членов Фалуньгун «достигло 30 миллионов человек, что сопоставимо с количеством членов Коммунистической партии Китая, его руководство начало постепенно выдвигать политические требования, проводить массовые протестные действия, в том числе с публичным самосожжением своих членов». Это, в свою очередь, привело к тому, что «руководство КНР было вынуждено объявить организацию вне закона и начать её преследование со свойственной китайцам последовательностью», а эмиграция Ли Хунчжи в США и «репрессии в отношении последователей культа стали удобным информационным поводом для регулярной критики китайской стороны, нарушающей права человека».

## Юридические и политические механизмы

### Офис 610

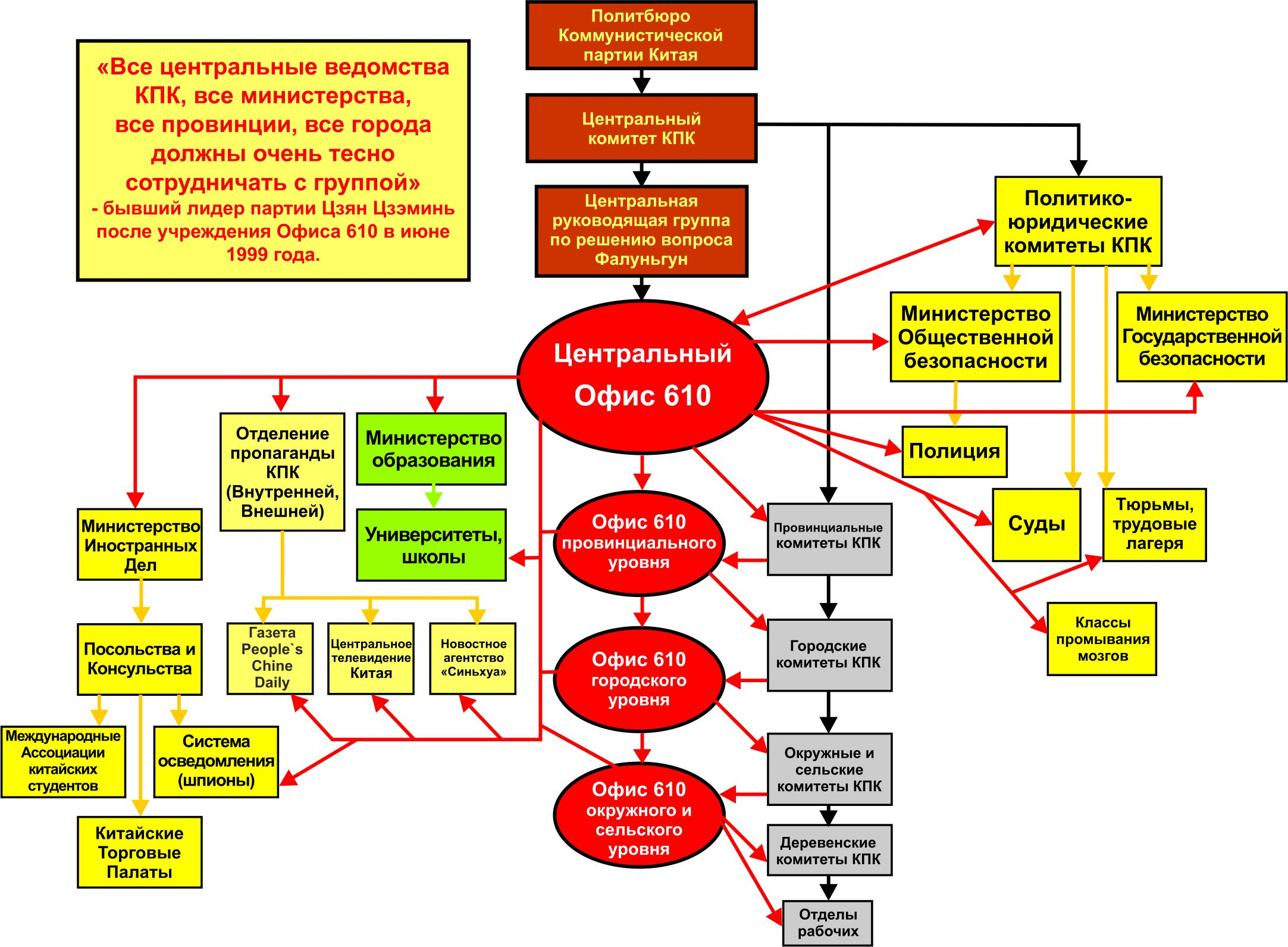
Схема «Офис 610»

10 июня 1999 года партия учредила «Офис 610», орган безопасности, ответственный за координацию ликвидации Фалуньгун под руководством Коммунистической партии. Офис был создан вне законодательной системы без положений, четко описывающих его полномочия. Старший аналитик Freedom House Сара Кук и соавтор Итана Гутмана Лишай Лемиш, а также Исполнительная комиссия Конгресса США по Китаю считают Офис 610 внеправовой организацией. По мнению ассоциированного профессора сравнительной политологии Калифорнийского университета в Лос-Анджелеса Джеймса Тонга, в задачи Офис 610 входит «„сотрудничество с центральными и местными партийными и государственными органами, которые, в свою очередь, также должны координировать с Офисом“. Лидеры „Офиса 610“ имеют возможность взаимодействовать с высшими государственными и партийными чиновниками … пользоваться их институциональными ресурсами», а также имеют личный доступ к Генеральному секретарю Коммунистической партии и Премьер-министру[уточнить].
Офис возглавляет высокопоставленный член Политбюро ЦК Коммунистической партии или Постоянного комитета Политбюро. Он тесно связан с Комитетом по политическим и законодательным делам Коммунистической партии Китая[уточнить]. Вскоре после создания центрального «Офиса 610» местные отделения были созданы на каждом административном уровне в тех местах, где проживали практикующие Фалуньгун, включая области, районы, города, а иногда и деревни. В некоторых случаях, отделения «Офиса 610» создавались в крупных корпорациях и университетах
По данным Сары Кук, Лишая Лемиша и Исполнительной комиссии Конгресса США по Китаю в основные функции «Офиса 610» входит координация пропаганды против Фалуньгун, наблюдение и слежка, а также наказание и «преобразование» последователей Фалуньгун. Офис, по данным Сары Кук, Лишая Лемиш и Исполнительной комиссии Конгресса США по Китаю, наделён правами выносить внесудебные приговоры, участвовать в принудительном перевоспитании и пытках, часто приводящих к гибели практикующих Фалуньгун
Журналист Ян Джонсон писал, что работа «Офиса 610» состояла в том, чтобы «мобилизовать общественные организации страны. По его данным по приказу Бюро общественной безопасности церкви, храмы, мечети, газеты, средства массовой информации, суды и полиция, все быстро сгруппировались для реализации плана правительства уничтожить Фалуньгун, запрещённых мер не существует».

### Официальные документы и циркуляры

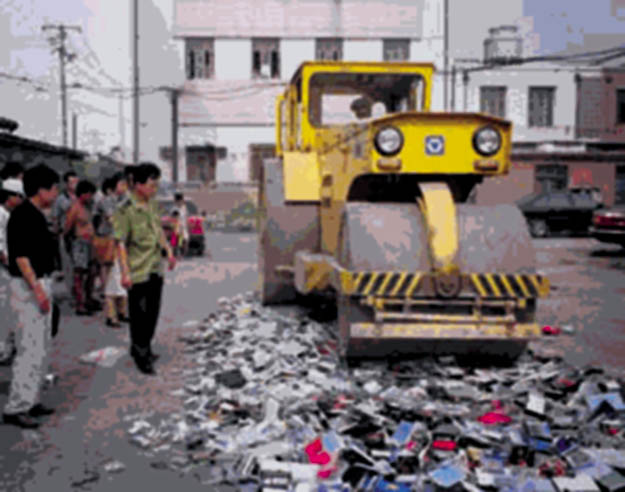
Книги Фалуньгун уничтожаются после объявления запрета в 1999 году.

Начиная с июля 1999 года, китайские власти издали ряд указаний и циркуляров, предписывающих меры для репрессий Фалуньгун, наложения ограничений на практику и выражение религиозных убеждений.
22 июля 1999 года Министерство гражданских дел представило циркуляр, заявив, что «Исследовательская ассоциация Фалунь да фа» незарегистрированная (и, следовательно, незаконная) организация.
22 июля 1999 года Министерство общественной безопасности издало циркуляр, запрещающий практику или распространение Фалуньгун, а также любые попытки апеллировать против запрета или выступать против решения правительства.
В июле 1999 года Министерство кадров приняло циркуляр о том, что всем государственным служащим запрещено практиковать Фалуньгун. Последующие документы поручали ведомствам местного самоуправления «разбираться с государственными служащими, которые практикуют Фалуньгун».
26 июля 1999 года Министерство общественной безопасности призвало к конфискации и уничтожению всех публикаций, связанных с Фалуньгун . Книги Фалуньгун были разорваны, сожжены и раздавлены бульдозерами перед телевизионными камерами. Миллионы публикаций были уничтожены — раздавлены, разорваны и сожжены перед телевизионными камерами .
29 июля 1999 года пекинское Юридическое Бюро выпустило уведомление, запрещающее адвокатам защищать практикующих Фалуньгун. Министерство юстиции также издало распоряжение о том, что адвокаты не должны представлять дела Фалуньгун без специального разрешения.
30 октября 1999 года Всекитайское собрание народных представителей внесло изменения в Закон (статья 300 УК) о подавлении «еретических религий» по всему Китаю. Закон использовали задним числом, чтобы узаконить преследование духовных групп, считающихся «опасными для государства». Он накладывал запрет на любые крупномасштабные общественные собрания, организационную деятельность запрещённых религиозных конфессий и групп цигун в многочисленных провинциях, а также на их связь с единомышленниками за рубежом. В решении Всекитайского собрания народных представителей говорилось, что «всё общество должно быть мобилизовано для предотвращения деятельности еретических организаций и борьбы с ними, также должна быть введена в действие комплексная система управления этим процессом». В тот же день Верховный народный суд КНР вынес судебное решение, предписывающее меры наказания для лиц, виновных в нарушении этого закона.
5 ноября 1999 года Верховный народный суд КНР выпустил уведомление с инструкциями для местных судов по ведению дел лиц, обвиняемых в преступлениях, связанных с «организацией или участием в деятельности еретических организаций, в частности Фалуньгун». Согласно ему, практикующие Фалуньгун должны быть привлечены к ответственности за совершение таких преступлений, как «подстрекательство к деятельности, направленной на раскол Китая, на угрозу национального единства или подрыв социалистического строя».

#### Постановление МВД КНР о запрете Фалуньдафа (текст документа)
Постановление министерства внутренних дел КНР о запрете Фалуньдафа.
Согласно проверке, общество по изучению Фалуньдафа не является официально зарегистрированным учением, к тому же осуществляет антизаконную деятельность, распространяет ересь и суеверие, обманывает людей, провоцирует инциденты. Нарушает общественный порядок. Принимая во внимание всё вышеизложенное, руководствуясь «Правилами регистрации общественных организаций», следует считать общество Фалуньдафа и организацию Фалуньгун незаконными организациями, запретить их.
Министерство внутренних дел КНР, 22.07.1999
Доклад Министерства безопасности КНР
22 июня 1999 года министерство внутренних дел постановило считать общество Фалуньдафа и организацию фалуньгун незаконными организациями и вынесло решение их запретить. Согласно этому постановлению, докладываем следующее:
1. Запрещается кому бы то ни было и где бы то ни было вывешивать, расклеивать и распространять изображения, листки и иные материалы, касающиеся Фалуньдафа (Фалуньгун).
2. Запрещается кому бы то ни было и где бы то ни было распространять книги о Фалуньдафа (Фалуньгун), аудиозаписи и т. п.
3. Запрещается кому бы то ни было и где бы то ни было собираться и «изучать Закон», «собирать гун» и совершать иные действия по распространению Фалуньгун.
4. Запрещается путём сидячих забастовок, обращений к властям и собраний подобного рода, защищать Фалуньгун (Фалуньдафа).
5. Запрещается путём фабрикации ложных фактов, произнесения лживых речей или другими способами вносить сумятицу в общественный порядок.
6. Запрещается кому бы то ни было организовывать, подговаривать и осуществлять антиправительственные акции.
7. Нарушившие вышеперечисленные установления граждане считаются преступниками и подвергаются наказаниям и штрафам согласно законам.

### Последствия для правовой системы
Министерство юстиции потребовало, чтобы адвокаты запрашивали разрешение, прежде чем представлять дела практикующих Фалуньгун, и призвало их «интерпретировать закон таким образом, чтобы это соответствовало указам правительства». Кроме того, 5 ноября 1999 года Верховный народный суд КНР издал уведомление для всех судов низших инстанций, в котором заявил, что это их «политический долг — решительно подвергать суровому наказанию» группы, признанные еретическими, особенно Фалуньгун. Уведомление также требовало от судов всех уровней рассматривать дела о Фалуньгун, следуя указам комитетов Коммунистической партии, тем самым гарантируя, что дела Фалуньгун будут оцениваться на основе политических соображений, а не доказательств. Брайан Эдельман и Джеймс Ричардсон высказали мнение, что уведомление Верховного народного суда КНР «не очень хорошо согласуется с конституционным правом ответчика на защиту и, похоже, предполагает вменять вину ещё до проведения судебного разбирательства».
Ян Доминсон, а также Рональд С. Кит и Чжикуи Лин считают, что кампания Коммунистической партии против Фалуньгун стала поворотным пунктом в развитии правовой системы Китая, представляя собой «значительный шаг назад» в развитии правового государства.В 1990-е годы правовая система постепенно становилась всё более совершенной, а ряд реформ в 1996—1997 годах подтвердил принцип, согласно которому все наказания должны быть основаны на нормах закона. Тем не менее, кампания против Фалуньгун не была бы возможной, если бы осуществлялась в узких рамках существующего уголовного закона Китая. Для того, чтобы преследовать группу, в 1999 году судебную систему стали использовать в качестве политического инструмента с гибким законодательством, применяемым для продвижения целей политики Коммунистической партии. Эдельман и Ричардсон высказали мнение, что «реакция партии и правительства по отношению к движению Фалуньгун нарушает права граждан на судебную защиту, свободу вероисповедания, слова и собраний, закреплённые в Конституции … партия будет делать всё необходимое, чтобы подавить всё, что не подчиняется её высшему контролю. Это шаг назад от верховенства закона к „верховенству личности“ исторической политики Мао».

## Пропаганда

### Начало кампании
Одним из ключевых элементов кампании против Фалуньгун была пропаганда, которая стремилась дискредитировать и очернить Фалуньгун и его учение[страница не указана 2442 дня][страница не указана 2442 дня].
По данным соавтора Итана Гутмана Лишая Лемиша в течение первого месяца подавления в основных государственных СМИ вышли 300—400 статей с нападками на Фалуньгун, а телевидение в прайм-тайм прокручивало в эфире негативные ролики о практикующих, не предлагая других точек зрения. Пропагандистская кампания была сосредоточена на утверждениях о том, что Фалуньгун ставит под угрозу социальную стабильность, что он лживый и опасный, «антинаучный» и угрожает прогрессу, а также утверждала, что моральная философия Фалуньгун несовместима с марксистской социальной этикой[страница не указана 2442 дня].
В течение нескольких месяцев вечерние новости Центрального телевидения Китая не содержали ничего, кроме репортажей против Фалуньгун. Исследователи Китая Даниэль Райт и Джозеф Фьюсмит назвали это «полной демонизацией». Beijing Daily сравнила Фалуньгун с «крысой, пересекающей улицу, где каждый норовит её раздавить»; как заявляли другие официальные лица, это будет "долгосрочная, сложная и серьёзная борьба по «искоренению» Фалуньгун.
Первоначально государственная пропаганда использовала обращение к научным понятиям, утверждая, что мировоззрение Фалуньгун находится в „полной оппозиции к науке“, а также к коммунизму[страница не указана 2442 дня]. Например, газета People’s Daily от 27 июля 1999 года утверждала, что борьба с Фалуньгун „была борьбой между теизмом и атеизмом, суеверием и наукой, идеализмом и материализмом“. Другие редакции заявляли, что „идеализм и теизм“ Фалуньгун являются „абсолютно противоречащими фундаментальным теориям и принципам марксизма“, и что „истина, доброта и терпение“, проповедуемые [Фалуньгун] принципы, не имеют ничего общего с этическими и культурными социалистическими нормами, к которым мы стремимся». Подавление Фалуньгун было представлено в качестве необходимого шага для поддержания «авангардной роли» Коммунистической партии в китайском обществе[страница не указана 2442 дня].
На ранних этапах подавления вечерние новости также транслировали кадры как давили и сжигали большие горы материалов Фалуньгун. Как сообщило «Синьхуа», к 30 июля за десять дней кампании было конфисковано более одного миллиона книг и других материалов Фалуньгун, сотни тысяч экземпляров сожжены и уничтожены.
По мнению Вилли Во Лап Лампа официальные обвинения Фалуньгун становились ещё яростнее после июля 1999 года и дошли до того, что Фалуньгун состоит в сговоре с иностранными «антикитайскими» силами. В сообщениях СМИ Фалуньгун изображался как вредящая обществу «ненормальная» религиозная деятельность и опасная форма «суеверия», которая приводит к безумию, смерти и самоубийству.
Историк Элизабет Перри писала, что основная схема наступления была похожа на «анти — правую кампанию 1950-х годов [и] анти-духовные кампании 1980-х годов». По мнению Amnesty International как и во время Культурной революции Коммунистическая партия организовывала осуждающие практику митинги на улицах и встречи в рабочих коллективах в отдалённых западных провинциях через правительственные органы, такие как месткомы. Местные органы власти внедряли программы «обучения и образования» на всей территории Китая, а официальные кадры приходили в дома к сельским жителям и фермерам, объясняя «простыми словами о вреде Фалуньгун».

### Использование ярлыка «культ»
В октябре 1999 года, через три месяца после начала преследования, Верховный народный суд КНР вынес судебное решение, классифицирующее Фалуньгун, как xiejiao. Прямой перевод этого термина — «еретическое учение», но, по данным Amnesty International, во время пропагандистской кампании против Фалуньгун он был переведён на английский язык как «злой культ». В контексте императорского Китая термин «xiejiao» использовался для обозначения неконфуцианских религий, но в контексте коммунистического Китая он использовался для обозначения религиозных организаций, которые не подчинялись авторитету Коммунистической партии. Джулия Чин пишет, что ярлык „злой культ“ был определён атеистическим правительством на основе „политических интересов, а не религиозной принадлежности“ и был использован властями, чтобы проведённые аресты и заключения считались законными.
Журналист Ян Джонсон утверждал, что, применяя ярлык „культ“, правительство лишило Фалуньгун всех прав, замаскировав [свои] репрессии под легитимностью антикультового движения Запада». Дэвид Оунби также писал, что «весь вопрос предполагаемого культового характера Фалуньгун был отвлекающим манёвром с самого начала, ловко используемым китайским государством, чтобы подавить защиту Фалуньгун»[страница не указана 2442 дня]. По словам Джона Пауэрса и Мэг И. М. Ли, поскольку Фалуньгун воспринимался «аполитичным клубом упражнений цигун», то в нём не видели угрозы для правительства. Наиболее важной стратегией в кампании по преследованию Фалуньгун, таким образом, должно было стать убеждение людей в том, что Фалуньгун относится к ряду «негативных религиозных ярлыков», таких как «злой культ», «секта» и «суеверие»[уточнить]. В этом процессе замены терминов правительство пыталось пробудить «глубокую вражду, ненависть, похожие на имевшие место к отдельным квазирелигиозным культам, игравшим роль дестабилизирующей силы в китайской истории».
Правительства западных стран осудили использование этого ярлыка в Китае. В 2006 году Канадская радиотелевизионная и телекоммуникационная Комиссия подняла вопрос о трансляциях Центрального телевидения Китая (CCTV), направленных против Фалуньгун, отметив, что «они являются выражением крайней ненависти к Фалуньгун и его основателю Ли Хунчжи. Насмешки, враждебность и насилие, поощряемые подобными комментариями, могут вызвать у целевой группы или отдельного человека ненависть или презрение и … могут спровоцировать насилие и угрозу физической безопасности практикующих Фалуньгун».

### Самосожжение на площади Тяньаньмэнь
Поворотный момент в кампании правительства против Фалуньгун произошёл 23 января 2001 года, когда пять человек подожгли себя на площади Тяньаньмэнь. Китайские правительственные источники сразу же заявили, что это были практикующие Фалуньгун, доведённые до самоубийства практикой. Самосожжение приводилось в качестве доказательства «угрозы» Фалуньгун и было использовано, чтобы узаконить репрессии правительства против практикующих.
Источники Фалуньгун оспорили достоверность изложения фактов правительством, отметив, что их учение однозначно запрещает насилие или самоубийство. Некоторые[кто?] западные журналисты и учёные также отметили несоответствия в официальной версии событий, в результате чего многие поверили, что самосожжение было инсценировано, чтобы дискредитировать Фалуньгун.[страница не указана 2442 дня][страница не указана 2442 дня] Правительство не разрешило провести независимые расследования и отказало западным журналистам и правозащитным организациям во встрече с пострадавшими. Тем не менее, через две недели после инцидента самосожжения журналист газеты The Washington Post Филип Пэн опубликовала расследование личностей двух жертв, заявив, что «никто никогда не видел, что [они] практикуют Фалуньгун.»
Как отмечает корреспондент журнала Time Мэттью Горнет, многие китайцы ранее считали, что Фалуньгун не представляет никакой реальной угрозы и что применение суровых мер государством в отношении группы зашли слишком далеко. Однако, после самосожжения информационная кампания против группы достигла значительного результата. Журналист Филип Пэн писал, что выпускались плакаты, листовки и видеоролики, в которых подробно описывались предполагаемые негативные последствия практики Фалуньгун, в школах проводились регулярные уроки против Фалуньгун. CNN сравнила пропагандистскую инициативу правительства с прошлыми политическими движениями, такими, как война в Корее и Культурная революция. Журналисты Washington Post Филип Пэн и Джон Помфретутверждали, что позже, когда общественное мнение было восстановлено против группы, китайские власти начали санкционирование «применения физического насилия», чтобы уничтожить Фалуньгун. По данным старшего аналитика Freedom House Сары Кук в течение года после инцидента число тюремных заключений, пыток и смертей практикующих Фалуньгун в местах лишения свободы значительно возросло.

## Цензура

### Вмешательство в дела иностранных корреспондентов
По данным Amnesty International Клуб иностранных журналистов Китая обратился с жалобой на то, что его члены подвергаются «преследованию, задержанию, допросам и угрозам» за сообщения о репрессиях Фалуньгун. Иностранные журналисты, нелегально освещавшие пресс-конференцию Фалуньгун в октябре 1999 года, были объявлены китайскими властями как незаконно действующие. Журналисты Reuters, New York Times, the Associated Press и ряда других СМИ были допрошены полицией, их заставляли подписать признательные показания, а документы в редакциях и в местах проживания были конфискованы. Корреспонденты также жаловались на то, что передачи спутникового телевидения подвергались помехам во время регулировки Центральным телевидением Китая. Также Amnesty International заявляет, что «отдельные люди были приговорены к тюремному заключению и длительным срокам административного задержания за высказывания о репрессиях или предоставление информации через Интернет.»
В докладе Reporters Without Borders о Китае в 2002 году сказано, что фотографы и операторы, сотрудничающие с иностранными СМИ, были лишены возможности выполнять свою работу на площади Тяньаньмэнь, где сотни практикующих Фалуньгун в последние годы выполняли упражнения. Согласно докладу, «по крайней мере 50 представителей международной прессы были арестованы с июля 1999 года, некоторые из них были избиты полицией; несколько иностранных журналистов были заключены в тюрьму за общение с последователями Фалуньгун». Ян Джонсон, корреспондент Wall Street Journal, работающий в Пекине, написал о преследовании Фалуньгун ряд статей, которые принесли ему Пулитцеровскую премию 2001. Джонсон покинул Пекин, заявив, что после получения Пулитцеровской премии, «китайская полиция сделала мою жизнь в Пекине невыносимой».
В марте 2001 года журнал Time Asia поместил статью о Фалуньгун в Гонконге. По данным журналиста New York Times Марка Ландера этот номер сразу был удалён из продажи в материковом Китае, а редакции пригрозили, что журнал никогда больше не будет продаваться в стране. Также по мнению соавтора Итана Гутмана Лешая Лемиша в основном из-за созданных китайскими властями для СМИ тяжёлых условий работы к 2002 году освещение темы преследования Фалуньгун на западе было полностью прекращено, несмотря на рост числа погибших в заключении последователей практики.

### Интернет-цензура
По данным Freedom House из всех тем китайского Интернета наиболее сильно были подвергнуты цензуре термины, относящиеся к Фалуньгун, а лицам, уличённым в распространении онлайн-информации о Фалуньгун, грозит тюремное заключение.
Китайские власти начали фильтровать и блокировать зарубежные сайты ещё в середине 1990-х годов, а в 1998 году Министерство общественной безопасности разработало планы «Проекта Золотой щит» для мониторинга и контроля над онлайн-коммуникациями. Кампания против Фалуньгун в 1999 году предоставляла властям дополнительный стимул для разработки передовых технологий более тщательной цензуры и наблюдения. Правительство также приняло меры по криминализации различных форм речи в режиме онлайн. Первое комплексное регулирование интернет-контента, принятое в Китае в 2000 году, сделало незаконным распространение информации, которая «подрывает социальную стабильность», наносит ущерб «чести и интересам государства», которая «подрывает политику государства в отношении религий» или проповедует «феодальные» верования — всё это завуалированные ссылки на информацию о Фалуньгун.
В том же году китайское правительство связалось с западными корпорациями с целью использования технологий по надзору и цензуре, которые позволили бы отслеживать информацию о Фалуньгун и блокировать доступ по данному вопросу ко всем имеющимся новостям и материалам. Североамериканские компании, такие как Cisco и Nortel заключили контракты с китайским правительством, рекламируя свои высокие возможности отслеживания Фалуньгун.
В дополнение к цензуре в Интернете в пределах своих границ китайское правительство и военные используют кибер-войну для атак сайтов Фалуньгун в Соединённых Штатах, Австралии, Канаде и Европе. Согласно данным Итана Гутмана первая серьёзная атака «отказ в обслуживании», запущенная Китаем, была направлена против зарубежных сайтов Фалуньгун.
В 2005 году исследователи[кто?] из Гарварда и Кембриджа обнаружили, что термины, связанные с Фалуньгун, были наиболее сильно подвергнуты цензуре в китайском Интернете.[уточнить] Другие[кто?] исследования китайской цензуры и практики мониторинга представили аналогичные выводы. Исследование[кто?] 2012 года по изучению степени цензуры на китайских социальных медиасайтах ещё раз подтвердило, что термины, связанные с Фалуньгун, подвергаются самой строгой цензуре. Среди 20 востребованных терминов, которые. скорее всего, будут удалены в китайских соцсетях, это три вариации на слова «Фалуньгун» или «Фалунь Дафа».

## Пытки и убийства

### Перевоспитание
По данным Исполнительной комиссии Конгресса США по Китаю важной частью кампании Коммунистической партии является перевоспитание или «преобразование» практикующих Фалуньгун. Преобразование описывается как «процесс идеологического перепрограммирования, посредством которого практикующие подвергаются различным методам физического и психологического давления до тех пор, пока не отрекутся от своей веры в Фалуньгун».
По данным журналистов Джона Помфрета и Филиппа Пена процесс преобразования обычно происходит в тюрьмах, трудовых лагерях, центрах перевоспитания и других местах лишения свободы. В 2001 году китайские власти потребовали, чтобы ни один практикующий Фалуньгун не миновал принудительных мер, используемых для того, чтобы заставить его отказаться от своей веры. Наиболее активные направлялись непосредственно в трудовые лагеря, «где их сначала „ломали“ избиениями и пытками».
По данным журналиста Яна Джонсона бывшие заключённые говорили, что охранники им говорили, что «нет чрезмерных мер», чтобы заставить написать заявление об отречении, поэтому практикующие, отказавшиеся оставить практику, часто погибали в местах лишения свободы.
По данным Amnesty International преобразование считается успешным, если практикующий Фалуньгун подписывает пять документов: «гарантийное письмо» о прекращении практики Фалуньгун; обещание разорвать все связи с практикой; два документа с самокритикой, осуждающей своё собственное поведение и мышление; и критика учения Фалуньгун.
По данным Amnesty International и журналистов Джона Помфрета и Филиппа Пена для того, чтобы продемонстрировать искренность своего отречения, практикующие должны очернить Фалуньгун перед аудиторией или сделать запись на видеоплёнку. Эти записи затем могут быть использованы государственными СМИ для пропагандистских целей.
По данным Amnesty International в некоторых лагерях новые перевоспитанные должны участвовать в преобразовании других практикующих, в том числе путём причинения им физического насилия как доказательств того, что они полностью отказались от учения Фалуньгун.
Помфрет и Пен в 2001 году в Washington Post писали:
В полицейском участке в западной части Пекина Оуяна раздели и допрашивали в течение пяти часов. «Когда я отвечал неправильно, то есть, не говорил „Да“, они воздействовали на меня током электрической дубинки,» — сказал Оуян. Затем его перевели в трудовой лагерь в западном пригороде Пекина. Там охранники приказали ему стоять лицом к стене. Если он двигался, они били его электрическими дубинками. Когда он падал от усталости, они снова били его, пропуская через его тело электрический ток. Каждое утро у него было пять минут, чтобы поесть и сходить в туалет. «Когда у меня это не получалось, приходилось справлять нужды в штаны,» — сказал он. — «И они опять били меня за это током». На шестой день, рассказывает Оуян, он не мог видеть, его колени сгибались, за что охранники снова наносили ему новые удары током и новые побои. Он подчинился требованиям охранников. В течение следующих трех дней Оуян осуждал учение [Фалуньгун], крича в стену. Офицеры продолжали бить его током по всему телу, что вызывало недержание. Наконец, на 10-й день отречение Оуяна было признано достаточно искренним. Его поставили перед группой заключённых практикующих Фалуньгун и он отрёкся от практики ещё раз, что было заснято на видеокамеру. После выхода из тюрьмы Оуян посещал классы «промывания мозгов». Двадцать дней спустя после ежедневного осуждения Фалуньгун в течение 16 часов его «выпустили». «Давление на меня было и остается невероятным,» — сказал он. — «За последние два года я видел худшее из того, что может сделать человек. Мы действительно самые худшие животные на Земле».
По данным Amnesty International преобразование осуществляется в соответствии с директивами центральных властей Коммунистической партии через Офис 610. Местные органы власти и должностные лица, ответственные за места содержания под стражей, получали квоты, устанавливающие количество практикующих Фалуньгун, которые должны быть успешно преобразованы. Выполнение этих квот связано с продвижением по службе и финансовым вознаграждением, которые получат должностные лица, выполняющие задачи, поставленные правительством, а те, кто не отвечает требованиям, могут быть понижены в должности.
По данным Исполнительной комиссии Конгресса США по Китаю центральный «Офис 610» периодически организует новые кампании преобразования, чтобы пересмотреть квоты и распространить новые методы воздействия на практикующих. Так, в 2010 году была инициирована общенациональная трёхлетняя кампания по преобразованию большого числа практикующих Фалуньгун. Документы, размещённые на веб-сайтах партии и местных органов власти, относятся к конкретным целям преобразования и устанавливают лимиты на приемлемое количество «рецидива». По данным Amnesty International аналогичная трёхлетняя кампания была начата в 2013 году.

### Пытки и жестокое обращение в заключении
По данным журналистов Джона Помфрета и Филиппа Пена, для того, чтобы достичь целей преобразования, правительство санкционирует систематическое применение пыток и насилия в отношении практикующих Фалуньгун, включая удары током электрическими дубинками и побои. Amnesty International пишет, что «заключённые, которые не согласны с процессом „перевоспитания“, будут подвергаться пыткам и другим видам жестокого обращения … с постепенным увеличением степени тяжести». «Мягкие» методы включают лишение сна, угрозы членам семьи, а также отказ в доступе к санитарным услугам или ванным комнатам. Жестокое обращение расширяется до избиений, 24-часового наблюдения, заключения в одиночной камере, ударов током электрических дубинок, оскорбительного принудительного кормления, пыток на «дыбе» и «скамье тигра», когда человека привязывают к доске и ноги сгибают в обратном направлении.
С 2000 года Специальный докладчик ООН[кто?] по вопросам пыток документально подтвердил 314 случаев применения пыток в Китае, из которых пытки приверженцев Фалуньгун составили 66 % случаев. Специальный докладчик[кто?] отнёс эти виды пыток к категории «душераздирающих» и попросил китайское правительство «принять незамедлительные меры по защите жизни и здоровья своих заключённых в соответствии с Минимальными стандартными правилами обращения с заключёнными».
По данным Amnesty International, многочисленные формы пыток, рекомендованные для использования, включают удары электрическим током, подвешивание за руки, заковывание в кандалы в болезненных положениях, лишение сна и пищи, насильственное кормление, а также сексуальное надругательство со множеством вариантов каждого вида пыток.

### Убийство без суда в местах заключения

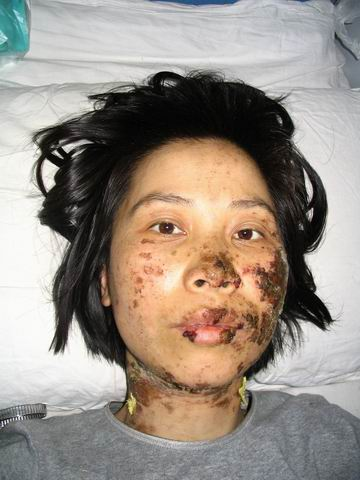
По данным немецкого отделения Amnesty International последовательница Фалуньгун Гао Жунжун из провинции Ляонин, была замучена до смерти в заключении в 2005 году

По данным Amnesty International, эта[какая?] цифра может оказаться «только небольшой частью фактического числа смертельных случаев в заключении, поскольку многие семьи не обращаются за правовой помощью в случае смерти заключённого и не сообщают об этом в зарубежные источники».
По данным журналиста Яна Джонсона одним из первых случаев смерти в результате пыток, о которых сообщают в западной прессе, был случай с Чэнь Цзысю, бывшей работницей фабрики из провинции Шаньдун. В своей статье о преследовании Фалуньгун, получившей Пулитцеровскую премию, Ян Джонсон сообщил, что охранники трудового лагеря били её электрическим хлыстом для скота, пытаясь заставить отказаться от Фалуньгун. Когда она не согласилась, «охранники приказали Чэнь бегать босиком по снегу. После двух дней пыток её ноги были изранены, а короткие тёмные волосы свалялись, пропитанные гноем и кровью… Чэнь выползла во двор, её вырвало, и она упала в обморок. Она так и не пришла в сознание». Чэнь умерла 21 февраля 2000 года.
По данным Amnesty International 16 июня 2005 года 37-летнюю Гао Жунжун, бухгалтера из провинции Ляонин, пытали и замучили до смерти в заключении. За два года до смерти Гао отправили в исправительно-трудовой лагерь Луншань. Там её сильно изуродовали ударами электрических дубинок. Гао сбежала из трудового лагеря, выпрыгнув из окна второго этажа, и после того, как фотографии её обожжённого тела были обнародованы, власти снова стали её разыскивать. 6 марта 2005 года её снова арестовали и спустя чуть более трёх месяцев убили.
По утверждению представителей Фалуньгун, 26 января 2008 года сотрудники службы безопасности Пекина арестовали известного исполнителя народных песен Юй Чжоу и его жену Сюй На, когда те возвращались домой с концерта
При этом Amnesty International отмечает, что власти отрицают, что практикующих Фалуньгун убивают в заключении, и приписывают смертельные случаи самоубийству, болезням или другим несчастным случаям.

### Извлечение органов
Первые утверждения о систематическом извлечении органов у практикующих Фалуньгун были сделаны в 2006 году женщиной под псевдонимом Энн. 17 марта 2006 года в интервью газете «The Epoch Times», аффилированному с Фалуньгун изданию, она рассказала, что её бывший муж в 2003—2005 годы практиковал извлечения роговицы глаза у членов Фалуньгун в Центре провинции Ляонин по лечению тромбозов совместными методами китайской и западной медицины («Суцзятуньская тромбозная больница») города Шэньян провинции Ляонин.. Кроме того она рассказала, что другие врачи больницы занимались убийством членов Фалуньгун с целью извлечения у них органов, а затем кремировали тела. Спустя месяц после освещения в прессе, независимые наблюдатели, включая представителей Государственного департамента США, заявили, что для доказательства утверждений нет достаточных улик.
6 июля 2006 года представлен отчёт Килгура — Мэйтаса, составленный бывшим депутатом Палаты общин Парламента Канады Дэвидом Килгуром и старшим юрисконсультом Бней-Брит Канады адвокатом Дэвидом Мэйтасом. Расследование было проведено по просьбе Коалиции по расследованию преследований в отношении Фалуньгун в Китае после появления утверждений, что у практикующих Фалуньгун тайно против их воли извлекают органы в Центре провинции Ляонин по лечению тромбозов совместными методами китайской и западной медицины («Суцзятуньская тромбозная больница»). Отчёт, основанный на косвенных доказательствах, содержит вывод, что «там осуществляется по сей день крупномасштабное извлечение органов у практикующих Фалуньгун».
Авторы отчёта заостряют особое внимание на чрезвычайно коротком времени ожидания органов из Китая для операции трансплантации; например, для печени одна — две недели по сравнению с 32,5 месяца в Канаде. Это указывает на то, что органы поступали по требованию. Резкое увеличение числа трансплантаций в год, начавшееся с 1999 года, соответствует началу преследования Фалуньгун. Несмотря на то, что уровень добровольного донорства органов в Китае очень низок, Китай, тем не менее, занимает второе место по количеству трансплантаций в год. Килгур и Мэйтас представили обвинительный материал, основанный на том, что китайские веб-сайты центров пересадки органов рекламируют очень быстрый подбор нужных органов от живых доноров. Также они предоставили записи телефонных разговоров, в которых сотрудники больниц обещали потенциальным пациентам возможность приобрести органы практикующих Фалуньгун. В 2009 году была издана дополненная версия отчёта в виде книги.

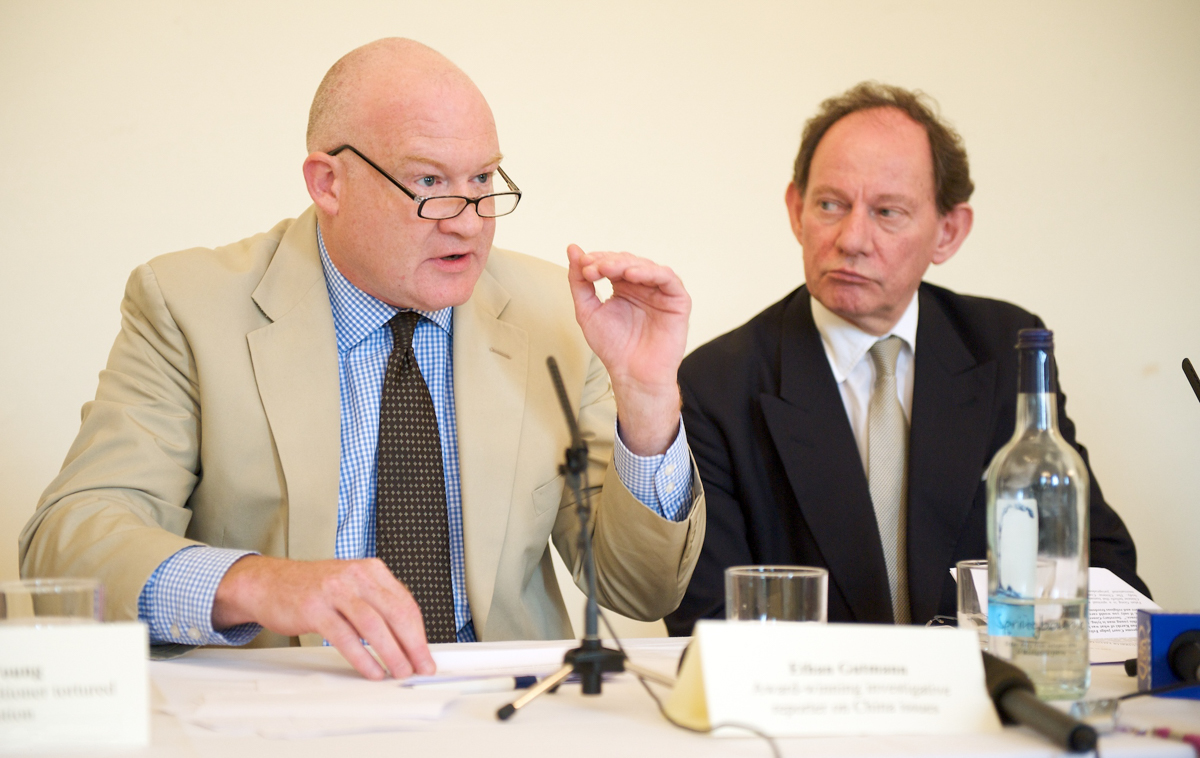
Итан Гутман (слева) с Эдвардом Макмилланом-Скоттом на пресс-конференции Ассоциации иностранной прессы, 2009 год

В декабре 2006 года, так и не получив разъяснений от китайского правительства о заявлениях, касающихся китайских заключённых, две крупнейшие больницы по пересадке органов в Квинсленде, Австралия, прекратили обучать трансплантации китайских хирургов и закрыли совместные с Китаем программы исследований по пересадке органов.
В июле 2006 года и апреле 2007 года официальные представители руководства Китая отрицали обвинения в извлечении органов, настаивая, что Китай соблюдает принципы Всемирной организации здравоохранения, которые запрещают продажу человеческих органов без письменного согласия доноров.
В 2009 году в интервью аффилированной с Фалуньгун газете «Великая эпоха» Манфред Новак, специальный корреспондент по пыткам Организации Объединённых Наций, сказал: «Китайское правительство должно всё же внести ясность… Как может быть, что с 1999 года количество операций по пересадке органов в китайских больницах резко возросло, в то время как соответствующего количества добровольных доноров в Китае никогда не было зарегистрировано?»[уточнить]
Гарри Ву, китайский диссидент и активист по правам человека, поставил под сомнение заявления Фалуньгун о том, что именно члены Фалуньгун подвергаются крупномасштабному извлечению органов. Килгур и Мэйтас в своём отчёте не согласились с мнением Ву.
В 2014 году журналист Итан Гутман опубликовал результаты своего собственного расследования. Гутман, по его словам, взял многочисленные интервью у бывших заключённых китайских трудовых лагерей и тюрем, а также у бывших офицеров охраны и медицинских работников, имеющих сведения о практике пересадки органов. Он сообщил, что извлечение органов у политических заключённых вероятно, началось в провинции Синьцзян в 1990-х годах, а затем распространилось по всей стране. По оценкам Гутмана между 2000 и 2008 годами приблизительно 64 тысячи заключённых — последователей Фалуньгун, возможно, были убиты ради органов.
В июне 2019 года в Лондоне общественный Трибунал по Китаю, созданный «Международной коалицией по прекращению злоупотреблений при трансплантации органов в Китае» (ETAC; сооснователи — Дэвид Килгур, Дэвид Мэйтас и Итан Гутман), проведя своё отдельное расследование, вынес решение о том, что в ходе преследования Фалуньгун в материковом Китае применялись пытки и совершались преступления против человечности, и что некоторые практикующие Фалуньгун, как и многие другие заключённые, могли оказаться жертвами принудительного извлечения органов для трансплантации.

## Произвольные аресты и заключения
В докладе Исполнительной комиссии Конгресса США по Китаю и сотрудничавшего с Гутманом Лишая Лемиша были сделаны приблизительные подсчёты, согласно которым сотни тысяч, а возможно и миллионы практикующих Фалуньгун незаконно «перевоспитывали» в трудовых лагерях, тюрьмах и других местах заключения.
Крупномасштабные аресты проводятся периодически и часто совпадают с важными годовщинами или крупными событиями. Первая волна лишения свободы произошла вечером 20 июля, когда несколько тысяч практикующих Фалуньгун арестовали прямо из их домов.[уточнить] В ноябре 1999 года, спустя четыре месяца после начала кампании, вице-премьер Ли Лэнкинг объявил, что 35 тысяч практикующих Фалуньгун были арестованы или задержаны. Washington Post написал[уточнить], что «число задержанных людей… в операции против Фалуньгун затмевает любую политическую кампанию за последние годы в Китае». К апрелю 2000 года более чем 30 тысяч человек были арестованы за протесты в поддержку Фалуньгун на площади Тяньаньмэнь. 700 последователей Фалуньгун были арестованы во время демонстрации на площади 1 января 2001 года[уточнить].
Согласно докладу 2008 года Исполнительной комиссии Конгресса США по Китаю преддверии Олимпийских игр 2008 года в Пекине более чем 8 тысяч членов Фалуньгун были задержаны в своих домах и на рабочих местах по всему Китаю. В 2010 году Исполнительная комиссия Конгресса США по Китаю в своём докладе заявила, что власти Шанхая задержали более чем 100 практикующих перед проведением Всемирной Выставки World Expo в 2010 году. Те, кто отказался оставить Фалуньгун, были подвергнуты пыткам и отправлены на перевоспитание в трудовые лагеря.

### Перевоспитание в трудовых лагерях
С 1999 года по 2013 год подавляющее большинство задержанных практикующих Фалуньгун содержались в исправительно — трудовых лагерях (RTL), что представляет собой систему административного задержания, где люди могут находиться в заключении без предъявления обвинения на срок до четырёх лет .
Amnesty International отмечает, чтосистема RTL была основана во времена правления Мао для наказания и переубеждения «реакционеров» и других людей, которые были объявлены врагами коммунистического режима. Позднее её стали использовать для задержания мелких преступников, наркоманов и проституток, а также подателей петиций и диссидентов. Полиция может произвольно увеличивать сроки заключения в системе RTL, и доступ извне туда запрещён. Заключённых вынуждают выполнять тяжелую работу в шахтах, в центрах по производству кирпича, в сельском хозяйстве и на различных заводах. Как сообщают бывшие заключённые и организации[кто?] по правам человека, в лагерях имеют место физические пытки, побои, допросы и другие нарушения прав человека.
Сеть центров RTL в Китае значительно расширилась после 1999 года, чтобы размещать большое количество задержанных практикующих Фалуньгун, которых власти пытались «преобразовать». По сообщениям[где?] Amnesty International, «Система RTL играет ключевую роль в кампании против Фалуньгун, вмещая большое количество практикующих Фалуньгун за эти годы… Данные свидетельствуют, что практикующие Фалуньгун составили в среднем от одной трети до, в некоторых случаях, 100 процентов общей численности заключённых отдельных лагерей RTL».
По оценкам международных наблюдателей[кто?] практикующие Фалуньгун составили, по крайней мере, половину заключённых RTL, что означает несколько сотен тысяч человек. В Отчёте Human Rights Watchот 2005 года говорится, что практикующие Фалуньгун составили большинство заключённых обследованных лагерей, их «дольше всего держали в лагере и с ними обращались хуже всех». «Кампания правительства против Фалуньгун была так основательна, что даже известные китайские правозащитники боятся назвать имя этой группы вслух».
По данным Amnesty International 2012 году и в начале 2013 года серия новостей и публичных разоблачений сосредоточила внимание на нарушениях прав человека в исправительно-трудовом лагере Масаньцзя, где приблизительно половина заключённых были практикующие Фалуньгун. Разоблачение помогло выдвинуть требование о прекращении системы перевоспитания в трудовых лагерях. В начале 2013 года генеральный секретарь КПК Си Цзиньпин объявил, что система RTL будет отменена, и лагеря были закрыты. Однако правозащитные организации[кто?] обнаружили, что многие учреждения RTL были просто переименованы в тюрьмы или реабилитационные центры, и что диссидентов и практикующих Фалуньгун продолжают заключать под стражу без судебного разбирательства.

### Подпольные тюрьмы и центры перевоспитания
В дополнение к тюрьмам и лагерям RTL «Офис 610» создал по всей стране сеть внеюридических центров «промывания мозгов», чтобы «преобразовать умы» практикующих Фалуньгун . Центры не относятся к системе правосудия, и правительство официально отрицает их существование. Журналистка Мелисса Чан называла их «чёрные тюрьмы», Amnesty International называет их «центры промывания мозгов», "центры преобразование через перевоспитание ", или «центры правового воспитания». По данным организации Human Rights in China некоторые временные программы проводятся на базе школ, отелей, военных объектов и отдельных центров, а другие являются постоянными учреждениями, которые действуют в качестве частных тюрем.
По данным Amnesty International если практикующий Фалуньгун отказывается быть «преобразованным», будучи в тюрьме или лагере RTL, то по окончании срока заключения его перемещают в центр промывания мозгов. Исполнительная Комиссия Конгресса по Китаю пишет, что эти центры «используются определённо, чтобы заключать практикующих Фалуньгун, которые отбыли срок нахождения в трудовых лагерях (RTL), но которых власти отказываются освобождать». Практикующие, которые не по своей воле остаются в центрах преобразования, должны заплатить сотни долларов. Плату вымогают у членов семей, а также у профсоюзов и работодателей практикующих.
Журналист Ян Джонсон пишет, что «в этих неофициальных тюрьмах случались убийства».
Использование правительством «процедуры промывания мозгов» началось в 1999 году, но сеть центров преобразования распространилась по всей стране в январе 2001, когда центральный «Офис 610» выдал распоряжение всем правительственным учреждениям, офисам и организациям организовать их. WashingtonPost сообщил[где?], что «местные чиновники заставили даже пожилых людей, людей с ограниченными возможностями и больных посещать занятия». Университеты обманом разыскивали студентов, которые выбыли или были отчислены за практику Фалуньгун и возвращали их для занятий по промыванию мозгов. Другие были вынуждены оставить больных родственников, чтобы «присутствовать на уроках перевоспитания».
По данным Amnesty International после закрытия системы трудовых лагерей RTL в 2013 году власти в большей степени положились на центры преобразования, чтобы помешать распространению Фалуньгун. Например, после того, как Наньчунский центр RTL в провинции Сычуань был закрыт, по крайней мере, больше десятка практикующих Фалуньгун отправили непосредственно из лагеря в местный центр преобразования. Некоторые бывшие лагеря RTL были просто переименованы и превращены в центры преобразования.

### Психиатрические злоупотребления
Практикующих Фалуньгун, которые отказываются оставить свою веру, иногда насильно помещают в психиатрические больницы, где они подвергаются избиениям, лишению сна, пытке электрическим током и инъекциям успокоительных средств или нейролептиков. Некоторых отправляют в больницы (известные как учреждения анкан), так как срок заключения в тюрьме или трудовом лагере истёк, а они ещё не «преобразовались». Другим говорили, что их поместили в больницы, потому что у них «политическая проблема», то есть потому, что они обратились к правительству, требуя отменить запрет на практику Фалуньгун.
Робин Манро, бывший директор гонконгского отдела Human Rights Watch и нынешний заместитель директора China Labour Bulletin, привлёк внимание к злоупотреблениям в судебной психиатрии в Китае в целом, и в отношении практикующих Фалуньгун в частности. В 2001 году Манро утверждал, что судебные психиатры в Китае со времён правления Мао Цзэдуна были задействованы в систематическом злоупотреблении психиатрией в политических целях. Он также высказал мнение, что крупномасштабные психиатрические злоупотребления — отличительный аспект кампании правительства, запущенной, чтобы «сломить Фалуньгун»[уточнить]. Он заявил, что с момента начала преследований, в психиатрические лечебницы значительно возрос приток практикующих Фалуньгун.
Манро утверждал, что задержанные практикующие Фалуньгун подвергались пыткам электрошоковой терапией, болезненным формам электроиглоукалывания, длительному лишению света, еды и воды, ограничению в пользовании туалетом, чтобы вызвать «признания» и «отказы» как условия выхода из больницы. Налагались также штрафы в несколько тысяч юаней[уточнить]. Лу и Галли пишут, что дозировки лекарственных препаратов превышают в пять или шесть раз лечебные дозы, лекарства вводятся через носопищеводный зонд в качестве пытки или наказания. Часто применяются физические пытки, включая связывание верёвкой в очень болезненных положениях. Такое обращение может привести к химическому отравлению, мигрени, чрезвычайной слабости, высовыванию языка, ригидности мышц, потере сознания, рвоте, тошноте, апоплексическому удару, потере памяти и пр..
Алан Стоун, профессор права и психиатрии в Гарвардском университете, обнаружил, что значительное количество практикующих Фалуньгун, содержащихся в психиатрических больницах, были помещены туда из трудовых лагерей. Он пишет, что «[Они], возможно, подверглись пыткам и затем были отправлены в психиатрические больницы как в подходящее для этого место». Он согласился, что практикующих Фалуньгун отправляли в психиатрические больницы, где «им ставили ложные диагнозы и плохо с ними обращались», но не нашёл убедительных доказательств тому, что использование психиатрических средств было частью государственной политики.

### Тюрьмы
С 1999 года несколько тысяч практикующих Фалуньгун были приговорены к тюремному заключению через систему уголовного правосудия. Большинство обвинений против практикующих носили характер политических преступлений, таких как «угроза общественному строю», «разглашение государственной тайны», «свержение социалистической системы», или «использование еретической организации для подрыва верховенства закона» — неопределённо сформулированные положения, которые использовали для привлечения к суду, например, людей, которые распространяли информацию о Фалуньгун через Интернет
Согласно отчёту Amnesty International, судебные разбирательства против практикующих Фалуньгун «чрезвычайно несправедливы — судебная процедура против обвиняемых заранее спланирована, а слушания были простой формальностью… Ни одно из обвинений против ответчиков не касается действий, которые законно рассматривались бы как преступления по международным стандартам».
Китайские адвокаты по правам человека, которые попытались защитить клиентов, практикующих Фалуньгун, сами столкнулись с преследованием различной степени, включая лишение звания адвоката, задержание, и в некоторых случаях, пытки и исчезновение.

## Социальная дискриминация

### Ограничения в образовательной системе
Аффилированная с Фалуньгун Всемирная организация по расследованию преступлений в отношении Фалуньгун (WOIPFG), утверждала, что студентам, которые практиковали Фалуньгун, запрещено было приходить в школы и университеты, сдавать экзамены, также была принята «вина по ассоциации»: члены семей некоторых практикующих также подвергались дискриминации. По данным Spiegel использовались и петиции против Фалуньгун .

## За пределами Китая

### Зарубежная деятельность властей КНР
Журналист The Diplomat Алекс Ньюман считает, что кампания Коммунистической партии против Фалуньгун распространилась на зарубежные диаспоры, в том числе через средства массовой информации, шпионаж и слежку за практикующими Фалуньгун, преследование и насилие над практикующими, дипломатическое давление на иностранные правительства, а также взлом зарубежных сайтов. Он приводит слова эмигранта, который по данным Ньюмана прежде работавшего в китайском консульстве в Сиднее, Австралия: «Война против Фалуньгун — одна из главных задач китайской миссии за рубежом».
В 2004 году Палата представителей США единогласно приняла резолюцию, осуждающую нападения на практикующих Фалуньгун в Соединённых Штатах агентами Коммунистической партии. В резолюции сообщается, что члены партийных организаций оказывают «давление на местных избираемых официальных лиц Соединённых Штатов, чтобы [они] прекратили поддержку духовной группы Фалуньгун», а также врываются в дома представителей Фалуньгун и подвергают их физическому насилию, за участие в мирных акциях протеста возле китайских посольств и консульств.
По данным Исполнительной комиссии Конгресса США по Китаю, зарубежная кампания против Фалуньгун находит отражение в документах, опубликованных Министерством иностранных дел Китайской Народной Республики (МИД КНР). В докладе на встрече руководителей МИД КНР 2007 года представители общенационального, регионального и муниципального уровня заявили, что они «координируют действия по борьбе с Фалуньгун за рубежом». МИД КНР призывает китайских граждан за рубежом «решительно следовать линии партии, руководящим принципам партии и политике партии» и «активно распространять борьбу» против Фалуньгун, этнических сепаратистов и тайваньских независимых активистов за рубежом.
В зарубежную кампанию предположительно вовлечены и другие партийные и государственные организации, включая Министерство государственной безопасности, «Офис 610» и Народно-освободительную армию.

### Действия властей других стран
В России в конце 2011 года были признаны экстремистскими материалами и запрещены к публичному распространению отчёт Килгура — Мэйтаса, книга «Чжуань Фалунь» и ещё несколько информационных материалов, связанных с движением Фалуньгун; в январе 2020 года к ним добавился сборник статей «Девять комментариев о коммунистической партии». В январе 2023 года Европейский суд по правам человека признал запрет этих информационных материалов нарушением Европейской конвенции по правам человека, хотя Россия к тому времени отказалась исполнять решения ЕСПЧ.
В июле 2020 года Генеральная прокуратура России признала нежелательной деятельность организаций «Буддистское сообщество „Родники дракона“», «Врачи против насильственного извлечения органов», «Всемирный совет по спасению подвергаемых гонениям адептов Фалуньгун», «Всемирная организация по расследованию преследований Фалуньгун», «Друзья Фалуньгун», «Европейская ассоциация „Фалунь да фа“» и «Коалиция по расследованию преследования в отношении Фалуньгун в Китае», поскольку по итогам исследования поступивших материалов было «установлено, что деятельность этих организаций представляет угрозу безопасности Российской Федерации». В ноябре того же года одна из российских региональных организаций Фалуньгун — «Хакасская региональная организация духовного и физического самосовершенствования человека по великому закону Фалунь „Фалунь Дафа“» — была признана судом экстремистской, и её деятельность также была запрещена на территории РФ; в марте 2021 года она была добавлена в Федеральный список экстремистских организаций, а в июле суд следующей инстанции оставил в силе решение о признании организации экстремистской.
В марте 2019 года радио «Свободная Азия» со ссылкой на свои анонимные источники сообщило, что власти КНДР пытаются полностью искоренить практику Фалуньгун, предположительно проникшую в Северную Корею через работников торговли, и требуют отказа от этой практики и соответствующих убеждений под угрозой заключения в трудовые лагеря и другого насилия.

## Международный отклик

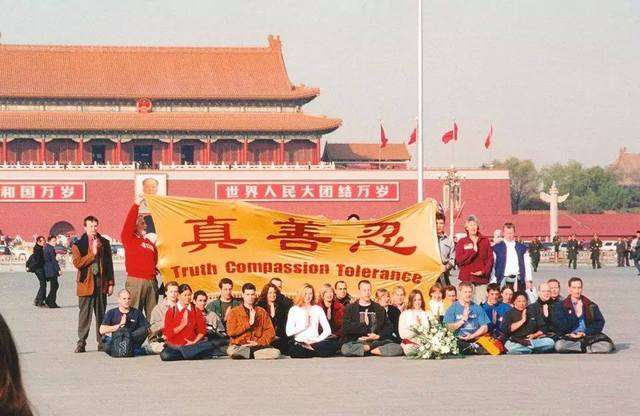
Демонстрация сторонников Фалуньгун из нескольких стран на площади Тяньаньмэнь

Преследование приверженцев Фалуньгун привлекли Amnesty International и Human Rights Watch, которые выразили острую обеспокоенность в связи с сообщениями о пытках и жестоком обращении с практикующими в Китае, а также обратились в ООН и международные правительственные организации с требованием вмешаться, чтобы положить конец преследованию.
Конгресс США принял шесть резолюций: совместная резолюция обеих палат представителей № 304, совместная резолюция № 530, совместная резолюция обеих палат № 188, совместная резолюция обеих палат № 218 призывают к немедленному прекращению кампании против практикующих Фалуньгун как в Китае, так и за рубежом. Первой из аналогичных резолюций была резолюция № 217, её приняли в ноябре 1999 года. Резолюцию № 605 приняли 17 марта 2010 года. Она призывает к «немедленному прекращению кампании преследования, запугивания, заключения под стражу и пыток практикующих Фалуньгун». Последнюю резолюцию № 343 приняла 13 июня 2016 года палата представителей США. В ней призыв к руководству Китая немедленно прекратить репрессии и насильственное извлечение органов у последователей Фалуньгун и других узников совести. В июле 2021 года Государственный департамент США выразил глубокую озабоченность решениями российских судов о признании экстремистской хакасской организации Фалуньгун и другими актами преследования и давления на практикующих Фалуньгун за занятие медитацией и хранение духовных текстов, а также призвал российские власти прекратить злоупотребление признанием организаций «экстремистскими», «терртористическими» или «нежелательными», приводящее к ограничению основных прав и свобод человека.
На митинге 12 июля 2012 года конгрессмен США Илеана Рос-Лехтинен (R-FL), председатель комитета по иностранным делам Палаты представителей в своём отчёте призвала администрацию Барака Обамы противостоять китайскому правительству по вопросу преследования практикующих Фалуньгун.
В 2012 году профессор биоэтики Артур Кэплан в эфире аффилированного с Фалуньгун канала NTDTV заявил следующее:
«Послушайте! Я думаю, что вы сможете увидеть логическую связь, что … они используют заключённых, и им нужны заключённые, которые относительно здоровы, им нужны заключённые, которые относительно молоды. Не нужно обладать богатым воображением, чтобы понять, как некоторые [практикующие] Фалуньгун окажутся среди тех, кого собираются убить для извлечения органов. Это простое логическое следствие, нужно помнить, что пожилые люди не подходят в качестве источника органов, а также и очень больные. Среди [практикующих] Фалуньгун много молодых, и они ведут наиболее здоровый образ жизни. Я был бы удивлён, если бы они не использовали некоторых из этих заключённых в качестве источника органов»

## Ответные действия Фалуньгун
Ответные действия Фалуньгун на преследование в Китае начались в июле 1999 года с подачи заявлений в местные, региональные и центральные органы приёма апелляций в Пекине.
К 25 апреля 2000 года на площади было арестовано в общей сложности более 30 тысяч практикующих; 1 января 2001 года во время демонстрации на площади были арестованы семьсот последователей Фалуньгун. Общественные протесты продолжались до 2001 года. Корреспондент The Wall Street Journal Ян Джонсон писал, что «верующие Фалуньгун бросили, возможно, самый стойкий и долгосрочный вызов власти за 50 лет коммунистического правления».
К концу 2001 года демонстрации на площади Тяньаньмэнь стали реже, а практиковать начали тайно. Поскольку открыто протестовать было опасно, практикующие организовали подпольные «центры по производству материалов», где изготавливали литературу и DVD-диски с разъяснением правды, чтобы противостоять лживой пропаганде о Фалуньгун в официальных средствах массовой информации. Практикующие распространяли эти материалы, чаще всего раскладывая их в почтовые ящики.
За пределами Китая члены Фалуньгун учредили такие средства массовой информации как газета «Великая эпоха», «Новое телевидение династии Тан» и радиостанцию «Голос надежды». В 2004 году «Великая эпоха» опубликовала сборник из девяти передовых редакционных статей, которые критически представили историю правления Коммунистической партии, послужившая толчком для движения «Туйдан»..
По данным Исполнительной комиссии Конгресса США по Китаю производство, хранение или распространение этих материалов часто являлось для агентов внутренней безопасности основанием для заключения в тюрьму и вынесения приговора практикующим Фалуньгун.
По данным сотрудника Human Rights in China Е Квинлиана и Итана Гутмана в 2002 году активисты Фалуньгун в Китае временно брали под свой контроль телевидение, заменяя регулярно транслируемые государственные программы своими передачами. Один из наиболее известных случаев произошёл в марте 2002 года, когда практикующие Фалуньгун в городе Чанчунь провинции Цзилинь перехватили восемь сетей кабельного телевидения и почти в течение часа транслировали телепрограмму под названием «Самосожжение или инсценировка?». В течение следующих нескольких месяцев все шестеро практикующих, организовавших трансляцию, были схвачены. Двое из них были убиты сразу, а к 2010 году в результате пыток в заключении умерли и четверо оставшихся.
Члены Фалуньгун за пределами Китая подали десятки исков против Цзян Цзэминя, Ло Ганя, Бо Силая и других китайских чиновников, осуществлявших геноцид и совершивших преступления против человечности. По словам International Advocates for Justice в 21-м веке члены Фалуньгун подали наибольшее количество судебных исков против нарушений прав человека, и эти обвинения являются одними из самых серьёзных по определению международного уголовного права. По состоянию на 2006 год проведено 54 гражданских и уголовных процесса в отношении китайских чиновников в 33-х странах мира. Во многих случаях суды отказались выносить решения по делу на основании суверенитета государств. Однако, в конце 2009 года отдельные суды в Испании и Аргентине предъявили обвинение Цзян Цзэминю и Ло Ганю по статье «преступления против человечности» и «геноцид», и потребовали их ареста. Вынесенные приговоры в значительной степени носят символический характер и вряд ли будут исполнены Испанский суд также признал виновными Бо Силая, Цзя Цинлиня и У Гуаньчжуна.
В мае 2011 года члены Фалуньгун и их сторонники подали иск против американской компании информационных технологий Cisco Systems, утверждая, что компания помогала китайскому правительству разрабатывать и внедрять систему наблюдения с целью подавления Фалуньгун. Компания Cisco отрицает, что производила оборудование для этих целей.
Религиовед и историк А. С. Агаджанян отмечает что в настоящее время «секта более не имеет реального влияния в Китае, хотя продолжает активную жизнь за границей».

## Оценки и критика
Согласно информации сторонников Фалуньгун, количество арестованных и репрессированных измеряется сотнями тысяч и, например, только в 2001 году было произведено 830 тыс. арестов последователей. Однако, по официальной статистике в Китае за 2002 год всего в тюрьмах содержалось 1,43 млн человек.
В ходе расследования, проведённого ФБР США в 2012—2013 годах, выяснилось, что многие случаи преследования инакомыслящих в Китае (в том числе сторонников Фалуньгун, Демократической партии Китая, христиан) были сфальсифицированы с целью получения китайскими мигрантами в США вида на жительство и льготного статуса «беженца». По обвинению в «заговоре с целью миграционного мошенничества» было арестовано 28 человек, в том числе 21 адвокат и сотрудник юридических фирм Нью-Йорка. Число составленных ими заявлений со сфабрикованными историями преследований за убеждения предварительно оценивается в 1900 случаев.
В сентябре 2017 года между последователем движения Фалуньгун Любимовым А. А. и Региональной общественной организацией «Гильдия лингвистов-экспертов по документационным и информационным спорам» (ГЛЭДИС) был заключён договор о проведении научно-методического рецензирования исследования экспертов А. В. Богомаз и А. Г. Рогоза, на котором затем основывались решения российских судов, ограничившие распространение на территории России части информации, опубликованной движением Фалуньгун.
После выполненной ими оценки лингвисты ГЛЭДИС пришли к выводу, что при проведении экспертизы по книге «Чжуань Фалунь» и другим информационным материалам о Фалуньгун лингвистом А. В. Богомаз и психологом А. Г. Рогозой были допущены многочисленные нарушения закона «О государственной судебно-экспертной деятельности в Российской Федерации», такие как подмена комплексной судебной экспертизы на единоличные исследования; нарушение принципов процессуальной компетенции; нарушение принципов объективности и проверяемости результатов.
Директор информационно-аналитического центра «Сова» А. Верховский считает, что власти в России преследуют сторонников Фалуньгун, чтобы «сделать приятное Китаю».

## Пояснения
1. ↑  «296. Информационные материалы, размещённые в книге „Чжуань Фалунь“ (автор Ли Хунчжи, издательский дом „Камерон“, М., 2006, отпечатана в ППП „Типография Наука“) (решение Первомайского районного суда города Краснодара от 27.10.2011 и кассационное определение Судебной коллегии по гражданским делам Краснодарского краевого суда от 22.12.2011); 298. Информационные материалы, размещённые в информационном листке „Фалунь Дафа в мире“ (решение Первомайского районного суда города Краснодара от 27.10.2011 и кассационное определение Судебной коллегии по гражданским делам Краснодарского краевого суда от 22.12.2011); 299. Информационные материалы, размещённые в информационном листке „Всемирная эстафета факела в защиту прав человека“ (решение Первомайского районного суда города Краснодара от 27.10.2011 и кассационное определение Судебной коллегии по гражданским делам Краснодарского краевого суда от 22.12.2011);»[162][163]